# ジェフリー・バロウ
ジェフリー・ウォリス・ステュワート・バロウ（英:Geoffrey Wallis Steuart Barrow (G. W. S. Barrow)、1924年11月28日 - 2013年12月14日あるいは12月16日）は、イギリスの歴史家、学者。エディンバラ大学の名誉教授であり、20世紀における優れたスコットランドの中世史家である。
チャールズ・バロウとマージョリー・ステュワートの息子として、1924年11月28日にリーズ近くのヘディングリーで生まれる。

## 著書

### 単著
- Feudal Britain (1956)
- Robert Bruce and the Community of the Realm of Scotland (1965; 4th edn., 2005).